# 纳槁润楠
纳槁润楠（学名：Machilus nakao），为樟科润楠属下的一个植物种。